# Ван де Лой, Эрвин
Эрвин ван де Лой (нидерл. Erwin van de Looi; род. 25 февраля 1972, Хёйссен) — нидерландский футболист, игравший на позиции центрального защитника; тренер.

## Клубная карьера
Профессиональную карьеру начал в 1991 году. Большую часть карьеры провёл в клубе «Витесс».

## Карьера тренера
Карьеру тренера начал в клубе «Гронинген» с юношами. С 2013 по 2016 год был главным тренером этого клуба. В 2018 году стал главным тренером молодёжной сборной Нидерландов.
В декабре 2023 года до конца сезона 2023/24 стал главным тренером клуба «Хераклес».

## Достижения
Как тренер
- Обладатель Кубка Нидерландов: 2014/15